# 高知県教育委員会
高知県教育委員会（こうちけんきょういくいいんかい、英: Kochi Prefectural Board of Education）は、高知県の教育委員会である。

## 概要
高知県内の教育に関する事務を所掌する行政委員会であり、6人の委員で構成される。近年は、学力向上、高校改革などの教育改革に取り組んでいる。
広義では、教育委員会の執行機関である教育委員会事務局を含めて、教育委員会と呼ぶこともある。

## 組織
- 教育政策課
- 教職員・福利課
- 学校安全対策課
- 幼保支援課
- 小中学校課
- 高等学校課
- 特別支援教育課
- 生涯学習課
- 新図書館整備課
- 文化財課
- スポーツ健康教育課
- 人権教育課

## 所在地
高知市丸ノ内一丁目7番52号

## 市町村教育委員会
- 高知市教育委員会